# St. Goar (Hesborn)

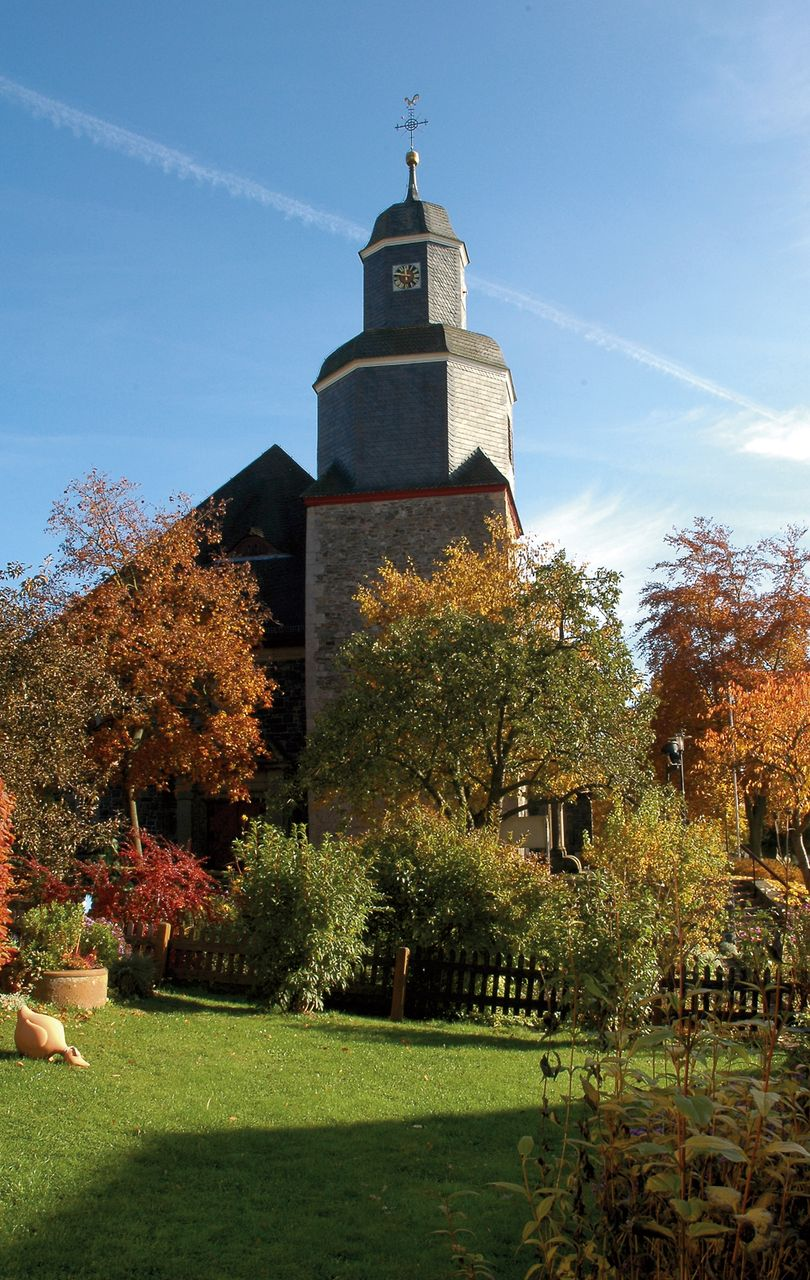
St. Goar

Die römisch-katholische Pfarrkirche St. Goar ist ein denkmalgeschütztes Kirchengebäude in Hesborn, einem Ortsteil der Stadt Hallenberg im Hochsauerlandkreis, Nordrhein-Westfalen.

## Geschichte und Architektur

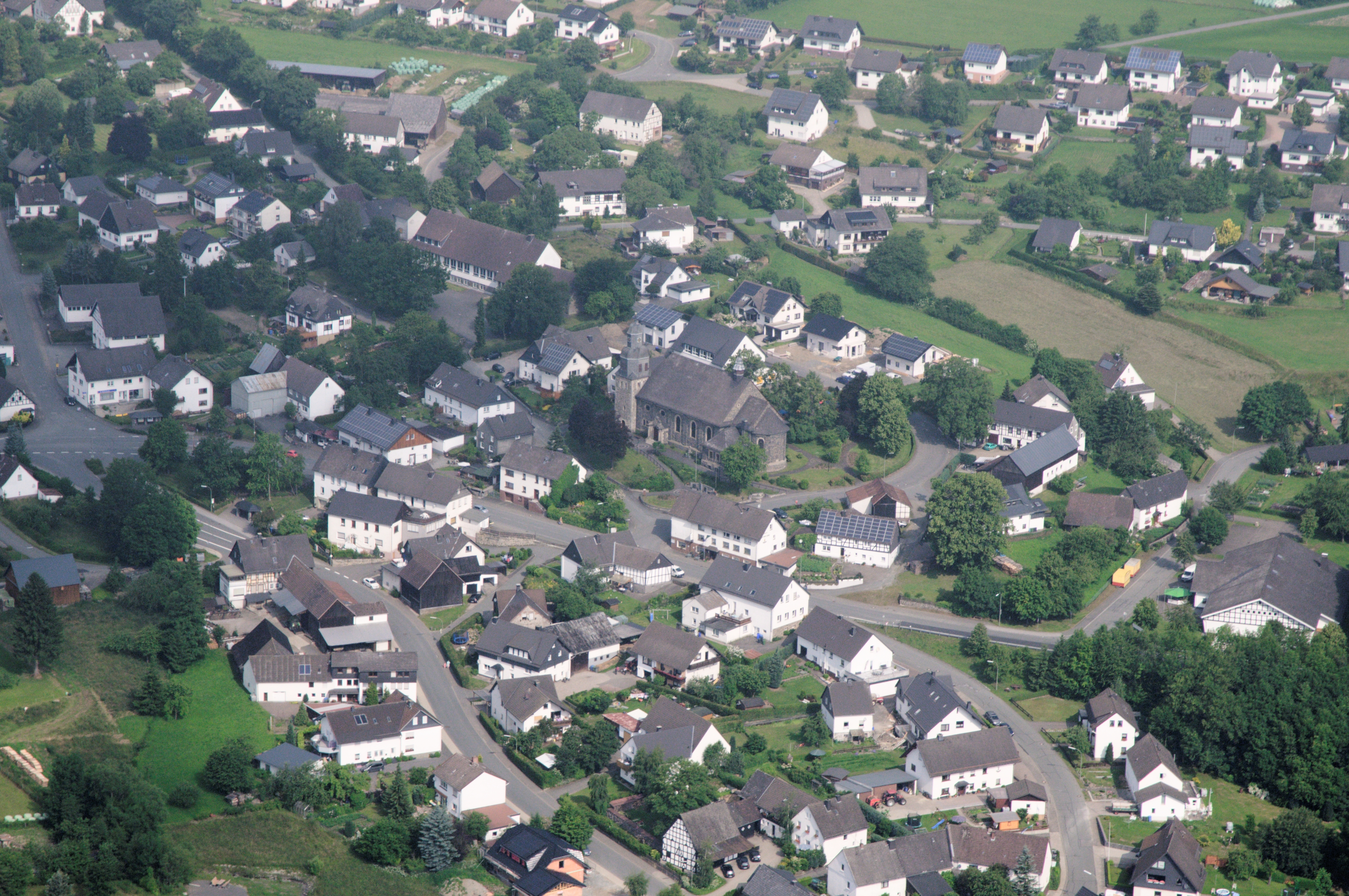
St. Goar aus der Luft

Die Kirche ist ein 1914 erbautes Langhaus. Der älteste Teil des Gebäudes ist der romanische Westturm, er stammt der Überlieferung nach von 1126. Er ist in Bruchstein gemauert. Das Schallgeschoss ist durch Zwillingsarkaden gegliedert. Im Erdgeschoss wurde ein Portal eingelassen.
Die neubarocke Wandpfeilerkirche mit eingezogenem Chor und Apsis ist in unregelmäßigem Bossenmauerwerk gebaut. Die Portale und die Gliederungen bestehen aus hellem Werkstein.
Die Barockausstattung wurde zum größten Teil 1811 aus dem ehemaligen Kloster Glindfeld erworben. Die Kirche wurde 1989 umfänglich renoviert.

## Ausstattung

### Altar
Der Altartisch des Hochaltars mit einem sarkophagähnlichen Antependium wurde 1915 vor den Barockaufbau gesetzt.
Das Altarbild ist mit C. Falcke pinx 1717 signiert. Das Altarretabel ist auf der rechten Seite mit einer Statue des Hl. Laurentius und auf der linken Seite mit einer des Hl. Augustinus geschmückt. Das Retabel soll von Mönchen des Klosters Glindfeld geschnitzt worden sein. Auf dem Buch mit den sieben Siegeln und einem Engelskopf darüber wurde 1915 das Lamm Gottes eingefügt.

### Kruzifix
Das Kruzifix vor dem Altarbild ist im Zuständigkeitsbereich des Landesdenkmalamtes Westfalen-Lippe außergewöhnlich. Christus steht mit dem Kreuz auf der Weltkugel und seine Füße sind in diese genagelt. Es stammt aus der Zeit um 1700. Die Herkunft ist ungeklärt.

### Seitenaltäre
Die Renaissance-Seitenaltäre wurden in der Mitte des 17. Jahrhunderts geschnitzt. Die Original-Bilder sind nicht mehr erhalten. H. Bergenthal malte 1928 die Vierzehn Nothelfer und die Szene des Todes Josefs. Auf dem linken Altar stehen die Figuren des Hl. Hubertus von 1530 und der Hl. Agatha und der Hl. Elisabeth von 1656. Der rechte Altar ist mit den Figuren des Hl. Urban von 1520, des Hl. Judas Thaddäus und eines Bischofs von 1640 geschmückt.

### Kanzel
Die achteckige Kanzel in achteckiger Form ist mit 1620 bezeichnet und im Renaissancestil ausgeführt. Die vier Evangelistenfiguren und die Gesetzestafeln werden von Flachornamenten umrahmt. Der Schalldeckel wird von den Gesetzestafeln gekrönt.

### Orgel
Die Orgel ist ein Schleifladeninstrument mit 20 Registern. Eine erste gebrauchte Orgel wurde 1817 angeschafft. Das Orgelwerk wurde einige Male erneuert und ergänzt. Der Orgelprospekt wurde 1916 im Stil des Barock errichtet. Eine Totalrestaurierung der Orgel erfolgte 1987.

### Turm
Im Gemäuer ist als Fragment des Oberteiles einer Sakramentsnische mit Steinmetzzeichen von 1332 eingelassen. Eine Figur des Hl. Bernhard von etwa 1720 steht ebenfalls im Turm.

### Sonstige Ausstattung
- Flankierende, geschnitzte Leuchterengel aus der Zeit um 1730
- Um 1730 entstanden die barocken Figuren der hl. Maria, des hl. Petrus, des hl. Johannes Nepomuk und des hl. Josef.
- Links und rechts am Triumphbogen befinden sich die Statuen des hl. Goar und des hl. Urban, sie stammen vom ersten Viertel des 18. Jahrhunderts.
- Der barocke Taufstein aus Alabaster ist mit 1680 bezeichnet. Der Deckel wurde 1930 erneuert. Eine Metalltaube wurde dem Deckel als Ersatz für die zerstörte Holztaube beigegeben.
- Die Kommunionbank im klassizistischen Stil stammt von 1779[4][2]